# Pflegen & Wohnen Hamburg
Die Pflegen & Wohnen Hamburg GmbH ist ein Unternehmen für Pflege und Betreuung in Hamburg. Es entwickelte sich aus der städtischen Armenversorgung. Seit 2007 befindet es sich wieder in privater Trägerschaft. An 13 Standorten unterhält das Unternehmen 2.691 stationäre Pflegeplätze und beschäftigt aktuell 2.000 Mitarbeiter. Anfang 2025 kündigte der Hamburger Senat an, das Unternehmen zurückzukaufen.

## Geschichte
Zwischen 1619 und 1622 wurde ein Werk- und Zuchthaus am südlichen Ufer der Binnenalster, unweit des heutigen Thalia-Theaters errichtet. Aufgenommen wurden verarmte Menschen, die im Gegenzug für die Unterbringung und Versorgung ihre Arbeitskraft zur Verfügung stellen mussten, wie auch zwangseingewiesene Bettler, Landstreicher und Kriminelle. 1726 beherbergte das Werk- und Zuchthaus, auch Armenhaus genannt, 2500 Bewohner, das waren 3 % der damaligen Hamburger Bevölkerung. 1842 fiel das Armenhaus dem Großen Hamburger Brand zum Opfer und wurde in der Nähe des heutigen Heims errichtet. Das bisherige Arbeitshaus entwickelte sich in der Folge zu einer städtischen Versorgungsanstalt, die 1897 unter die Aufsicht der staatlichen Wohlfahrtsverwaltung kam.
1902 entstand in Farmsen eine Zweiganstalt. 1919 wurde das Werk- und Armenhaus umbenannt in Versorgungsheim, das ab 1920 vom neugeschaffenen Wohlfahrtsamt, dem Vorgänger der Hamburger Sozialbehörde, verwaltet wurde. 1929 wurden aus den Staatlichen Versorgungsheimen Staatliche Wohlfahrtsanstalten. Im gleichen Jahr entstand ein weiteres Heim in Groß Borstel, um den erhöhten Versorgungbedarf – vor allem durch Kriegsfolgen – zu begegnen.
Ab 1933 waren auch die Hamburger Wohlfahrtsanstalten von der nationalsozialistischen Aussonderungs- und Rassenpolitik betroffen, was unter anderem zunehmende Zwangs- bzw. Bewahrfürsorge, Entmündigungen, Zwangssterilisationen und wissentliche Beihilfe zur Euthanasie zur Folge hatte. Im Rahmen der Aktion T4 wurden ab Sommer 1940 etliche Heimbewohner in andere Anstalten verlegt, wo sie ermordet wurden. Im Juli 1943 wurde die Wohlfahrtsanstalt Oberaltenallee bei Bombenangriffen fast vollständig zerstört, die meisten Bewohner waren aber zuvor in anderen Einrichtungen untergebracht worden. Insgesamt gingen etwa 3.500 bis 3.700 Plätze im Zweiten Weltkrieg in den Alters- und Pflegeheimen verloren.
In der Nachkriegszeit kamen Pflegebedürftige zunächst in Baracken, später auch in ehemaligen Kasernen unter. Die Grundsteinlegung für den Bau eines Pflegeheimes am Barmbeker Standort markierte 1952 den Neubeginn. Zusätzlich zum sogenannten Ehepaarhaus entstanden an der Oberaltenallee unter anderem weitere sieben Pflegehäuser, so dass im Laufe der 1960er Jahre insgesamt 900 Bettplätze geschaffen wurden.
Im gleichen Zeitraum folgten vergleichbare Einrichtungen in Lokstedt, Bergedorf und Wilhelmsburg. In den 1980ern kamen mit Horn und Altona – bisher mit Heimplätzen unterversorgte Stadtteile – als neue städtische Pflegestandorte hinzu.
Zusammen mit Wohnunterkünften und Einrichtungen der Eingliederungshilfe wurden die städtischen Alters- und Pflegeheime 1991 in den neuen Landesbetrieb „pflegen & wohnen“ überführt. Dies ging mit der Auflösung des Amtes für Heime der Behörde für Arbeit, Gesundheit und Soziales einher. 1997 wurde der Landesbetrieb in eine Anstalt des öffentlichen Rechts (AöR) umgewandelt, um den strukturellen jährlichen Defiziten und den durch die zweite Stufe der Pflegeversicherung ausgelösten Veränderungen zu begegnen. Mit die Privatisierung des Unternehmens 2007 wurde der städtische Pflegesektor an die Berliner Vitanas Gruppe und die Franke Gruppe aus Hamburg verkauft. Als Pflegen & Wohnen Hamburg GmbH startete das Privatunternehmen mit 12 Pflegeheimen an 13 Standorten und einer Kapazität von über 2.800 Betten.

## Unternehmen
Die Unternehmensgruppe Pflegen & Wohnen Hamburg organisiert zusätzlich zum Pflegeangebot auch die Reinigungsdienstleistungen (APUW und PUW Service) sowie die Personaldienstleistungen durch Tochtergesellschaften selbst. Die Gesellschafter von „Pflegen & Wohnen Hamburg“ waren zu jeweils 50 % die PUW Pflegen und Wohnen Beteiligungs GmbH sowie die Vitanas GmbH & Co. KGaA, mit Sitz in Berlin.
Die Geschäftsführung wurde von September 2014 bis Anfang 2016 von Thomas Flotow und Torsten Wenzel gemeinschaftlich ausgeübt; seit 1. Januar 2016 war Flotow alleiniger Geschäftsführer, unterstützt von Nicol Wittkamp und Christian Kopka als Prokuristen. Wenzel war bis zu seinem Wechsel ins Management der Korian-Gruppe (Februar 2016) als Vorsitzender der Geschäftsführung der Vitanas-Gruppe tätig. Diese hatte ihre Beteiligung an der Pflegen und Wohnen Hamburg gemeinsam mit der Andreas Franke Unternehmensgruppe bereits im Januar 2007 für 65 Millionen Euro erworben. Dem Privatisierungsvertrag entsprechend durften die Anteile 10 Jahre lang (d. h. bis 2017) nicht verkauft werden. Zum 1. Oktober 2023 wurde Katja Lohmann Geschäftsführerin.
Im Mai 2017 sorgte eine Pressemitteilung über laufende Verkaufssondierungen der Eigentümer für öffentliche Kritik.
Die Hamburger Gesundheitssenatorin Cornelia Prüfer-Storcks (SPD) erklärte dazu: „Alten- und Pflegeeinrichtungen sollten keine Spekulationsobjekte sein“.
Kurz darauf einigten sich die ehemaligen Gesellschafter von Pflegen & Wohnen Hamburg GmbH mit dem Hedgefonds Oaktree auf den Verkauf. Im Laufe des Jahres 2018 veräußerte Oaktree bereits wieder die Pflegen & Wohnen Hamburg GmbH mit einer Minderheitsbeteiligung an die Deutsche Wohnen. Seit dem 1. Januar 2019 ist die Deutsche Wohnen mit Sitz in Berlin der alleinige Eigentümer von der Pflegen & Wohnen Hamburg GmbH, deren Tochtergesellschaften sowie der Immobilien.
Zu den Tochtergesellschaften zählen die Pflegen und Wohnen Service GmbH sowie die Pflegen und Wohnen Textil GmbH. Die unternehmenseigene Tochtergesellschaft der Personaldienstleistung wurde im Rahmen der Umstrukturierung der Arbeitnehmerüberlassung in die Pflegen und Wohnen Hamburg GmbH eingegliedert und wird Pflegen & Wohnen Vario genannt.

## Angebot

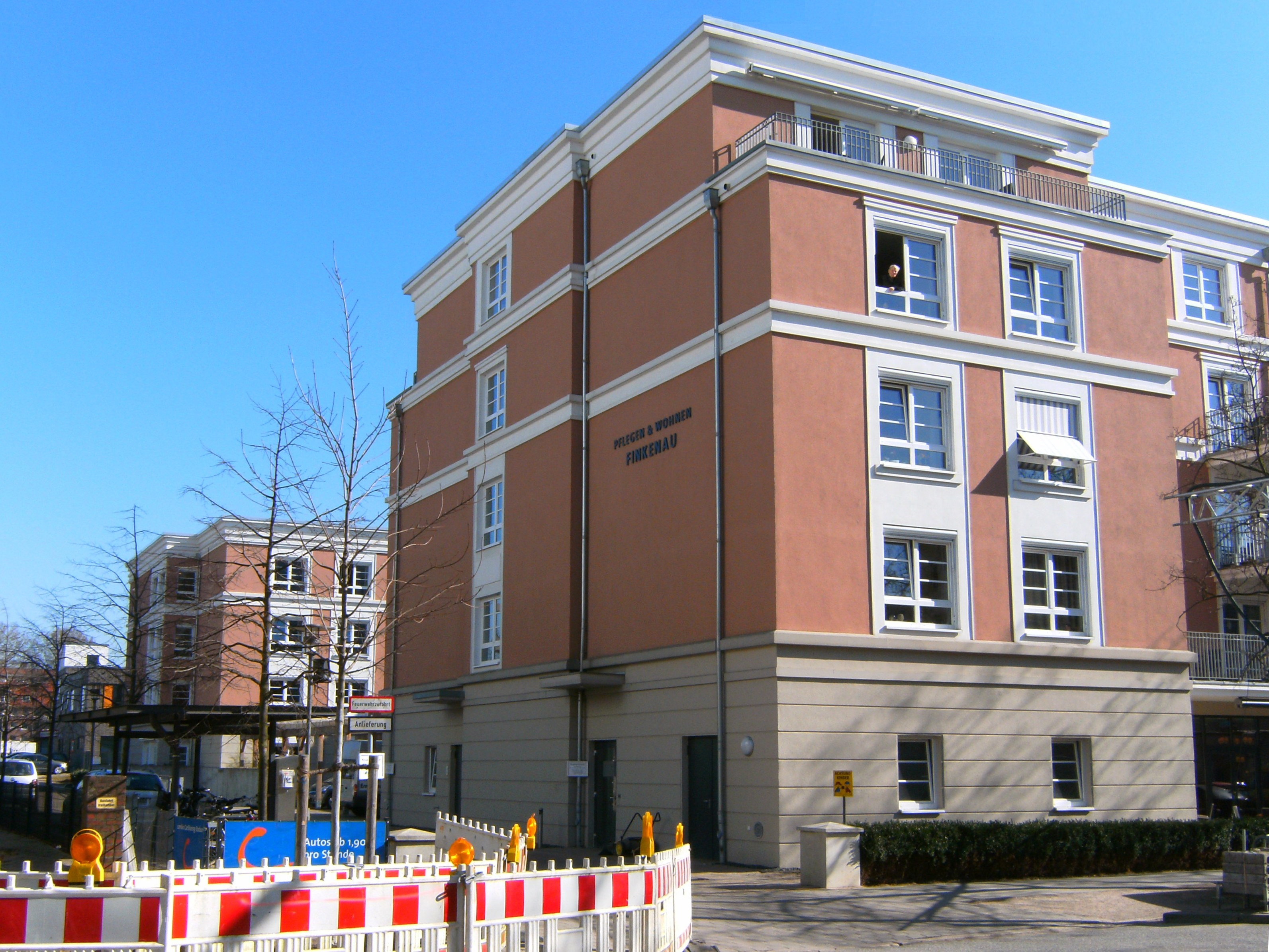
Seniorenheim Pflegen & Wohnen Finkenau, Finkenau 11, Hamburg

An insgesamt 13 Standorten (Alsterberg, Altona, Farmsen, Finkenau, Heimfeld, Holstenhof/Öjendorf, Horn Am Husarendenkmal, Marienthal, Lutherpark, Uhlenhorst und Wilhelmsburg) werden Leistungen für Erwachsene mit Pflege- und Betreuungsbedarf vorgehalten, darunter stationäre Kurzzeit- und Langzeitpflege sowie Betreuung dementiell Erkrankter und Menschen mit Korsakow-Syndrom bzw. Alkoholkrankheit und Wachkoma-Patienten. Außerdem werden fünf Kindertagesstätten auf dem eigenen Gelände vorgehalten.